# Theodor Askidas
Theodor Askidas († 558) war von 537 bis 558 Bischof von Cäsarea in Cappadocia.
Theodor, ein monophysitisch gesinnter palästinischer Mönch, wurde als Origenist während der Origenistischen Wirren aus dem Sabas-Kloster vertrieben. Im Jahre 543 stimmte er jedoch überraschenderweise der Verurteilung des Origenes zu. Auf seine Initiative hin erließ Kaiser Justinian I. während der christologischen Streitigkeiten des sechsten Jahrhunderts etwa 544 ein Dekret gegen drei herausragende Vertreter eines angeblichen Nestorianismus: Theodor von Mopsuestia, Theodoret von Kyrrhos und Ibas von Edessa. Statt wie erhofft damit eine Verständigung mit den monophysitischen (bzw. miaphysitischen) Theologen zu erreichen, wurde der so genannte Dreikapitelstreit ausgelöst.
Papst Vigilius, der 547 unter kaiserlichem Druck der Verurteilung der drei Kapitel zustimmte, widerrief später und exkommunizierte Theodor Askidas sowie den Konstantinopler Patriarchen Menas.